# Tuomas Kiiskinen
Thomas Kiiskinen, 7 oktober 1986 i Kuopio, Norra Savolax, är en finländsk ishockeyspelare som spelar som forward. Han spelar sedan säsongen 2021/2022 för KalPa i Liiga.
Han har representerat Finlands landslag vid flera tillfällen och spelade VM 2012. Han har tidigare spelat i moderklubben KalPa till 2012 och spelade mellan 2012 och 2014 för HK Donbass. Mellan 2014 och 2019 representerade Kiiskinen Växjö Lakers där han bland annat gjorde det avgörande målet som säkrade Växjö Lakers första SM-guld år 2015. 

## Klubbar
- KalPa, Liiga (2005/2006 - 2011/2012)
- HK Donbass, KHL (2012/2013 - 2013/2014)
- Växjö Lakers HC, SHL (2014/2015 - 2018/2019)
- Skellefteå AIK, SHL (2019/2020 - 2020/2021)
- KalPa, Liiga (2021/2022)